# Qatar Petroleum
Qatar Petroleum (QP) este o companie de stat de petrol din Qatar. Compania operează toate activitățile de petrol și gaze din Qatar, inclusiv explorare, producție, rafinare, transport și depozitare. Președintele și CEO-ul QP este Saad Sherida Al-Kaabi, ministru de stat pentru afaceri energetice. Operațiunile QP sunt direct legate de agențiile de planificare de stat, autoritățile de reglementare și organismele de elaborare a politicilor. Împreună, veniturile din petrol și gaze naturale se ridică la 60% din PIB-ul țării. Începând din 2018, a fost a treia cea mai mare companie petrolieră din lume după rezervele de petrol și gaze.